# Austro Engine

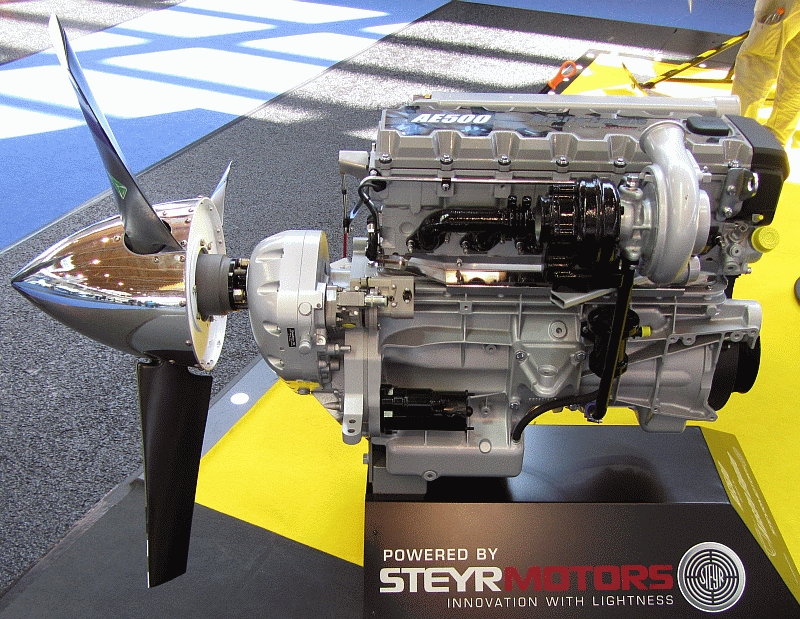
Austro Engine 500

Austro Engine GmbH is een zelfstandig Oostenrijks bedrijf dat vliegtuigmotoren produceert. Het bedrijf is in 2007 opgericht en heeft in Wiener Neustadt haar productiecentrum in een nieuw 7.600 m² groot gebouw.
In oktober 2008 won Austro Engine voor het project "Kerosintauglicher Hochleistungs-Diesel-Flugzeugmotor" de prijs voor creativiteit en innovatie van de Neder-Oostenrijkse kamer van koophandel.
Sinds november 2008 is Austro Engine in het bezit van het Production Organisation Approvals certificaat met het nummer AT.21G.0010.
Over de ontwikkeling en toelating van de nieuwe E4 motor heeft men langer gedaan dan verwacht. In totaal heeft men 42 maanden voor de ontwikkeling nodig gehad en heeft dit € 48 miljoen gekost. Op 28 januari 2009 is de motor gecertificeerd.
Op dit moment zijn er 27 Diamond DA42 met een AE 300-motor in productie. De volgende stap is de motor ook geschikt te maken voor de Diamond DA40 en de Diamond DA50. Op verzoek van klanten is men ook met de toelating van de MPP-versie van de Diamond DA42 met een AE 300 motor bezig. Voor al geleverde vliegtuigen bestaat de mogelijkheid om de huidige motor te vervangen door een AE 300.
Austro Engine werkt intensief samen met Diamond Aircraft Industries.